# Grande Prêmio da França de 2013 (MotoGP)
O Grande Prêmio da MotoGP da França de 2013 ocorreu em 19 de maio.

## Resultados

### Classificação MotoGP
| Pos | Piloto           | Equipe                    | Moto         | Tempo     | Pontos |
| --- | ---------------- | ------------------------- | ------------ | --------- | ------ |
| 1   | Dani Pedrosa     | Repsol Honda Team         | Honda        | 49'17.707 | 25     |
| 2   | Cal Crutchlow    | Monster Yamaha Tech 3     | Yamaha       | +4.863    | 20     |
| 3   | Marc Marquez     | Repsol Honda Team         | Honda        | +6.949    | 16     |
| 4   | Andrea Dovizioso | Ducati Team               | Ducati       | +10.087   | 13     |
| 5   | Nicky Hayden     | Ducati Team               | Ducati       | +18.471   | 11     |
| 6   | Alvaro Bautista  | GO&FUN Honda Gresini      | Honda        | +23.561   | 10     |
| 7   | Jorge Lorenzo    | Yamaha Factory Racing     | Yamaha       | +27.961   | 9      |
| 8   | Michele Pirro    | Ignite Pramac Racing      | Ducati       | +40.775   | 8      |
| 9   | Bradley Smith    | Monster Yamaha Tech 3     | Yamaha       | +41.407   | 7      |
| 10  | Stefan Bradl     | LCR Honda MotoGP          | Honda        | +1'00.995 | 6      |
| 11  | Andrea Iannone   | Energy T.I. Pramac Racing | Ducati       | +1'05.110 | 5      |
| 12  | Valentino Rossi  | Yamaha Factory Racing     | Yamaha       | +1'16.368 | 4      |
| 13  | Aleix Espargaro  | Power Electronics Aspar   | ART          | +1'24.200 | 3      |
| 14  | Danilo Petrucci  | Came IodaRacing Project   | Ioda-Suter   | +1'25.726 | 2      |
| 15  | Karel Abraham    | Cardion AB Motoracing     | ART          | +1'32.111 | 1      |
| 16  | Colin Edwards    | NGM Mobile Forward Racing | FTR Kawasaki | +1'40.602 | 0      |
| 17  | Michael Laverty  | Paul Bird Motorsport      | PBM          | 1 volta   | 0      |
| 18  | Hector Barbera   | Avintia Blusens           | FTR          | 1 volta   | 0      |
| 19  | Hiroshi Aoyama   | Avintia Blusens           | FTR          | 1 volta   | 0      |

### Classificação Moto2
| Pos | Piloto              | Equipe                     | Moto     | Tempo     | Pontos |
| --- | ------------------- | -------------------------- | -------- | --------- | ------ |
| 1   | Scott Redding       | Marc VDS Racing Team       | Kalex    | 36'43.583 | 25     |
| 2   | Mika Kallio         | Marc VDS Racing Team       | Kalex    | +1.090    | 20     |
| 3   | Xavier Simeon       | Desguaces La Torre Maptaq  | Kalex    | +1.234    | 16     |
| 4   | Dominique Aegerter  | Technomag carXpert         | Suter    | +1.701    | 13     |
| 5   | Johann Zarco        | Came Iodaracing Project    | Suter    | +1.859    | 11     |
| 6   | Mattia Pasini       | NGM Mobile Racing          | Speed Up | +12.272   | 10     |
| 7   | Mike Di Meglio      | JiR Moto2                  | Motobi   | +12.378   | 9      |
| 8   | Julian Simon        | Italtrans Racing Team      | Kalex    | +29.712   | 8      |
| 9   | Alex De Angelis     | NGM Mobile Forward Racing  | Speed Up | +31.235   | 7      |
| 10  | Randy Krummenacher  | Technomag carXpert         | Suter    | +31.535   | 6      |
| 11  | Simone Corsi        | NGM Mobile Racing          | Speed Up | +31.675   | 5      |
| 12  | Sandro Cortese      | Dynavolt Intact GP         | Kalex    | +31.917   | 4      |
| 13  | Marcel Schrotter    | Desguaces La Torre SAG     | Kalex    | +35.778   | 3      |
| 14  | Louis Rossi         | Tech 3                     | Tech 3   | +45.045   | 2      |
| 15  | Danny Kent          | Tech 3                     | Tech 3   | +45.151   | 1      |
| 16  | Alberto Moncayo     | Argiñano & Gines Racing    | Speed Up | +55.456   | 0      |
| 17  | Yuki Takahashi      | IDEMITSU Honda Team Asia   | Moriwaki | +59.886   | 0      |
| 18  | Doni Tata Pradita   | Federal Oil Gresini Moto2  | Suter    | +1'02.095 | 0      |
| 19  | Pol Espargaro       | Tuenti HP 40               | Kalex    | +1'06.414 | 0      |
| 20  | Steven Odendaal     | Argiñano & Gines Racing    | Speed Up | +1'48.007 | 0      |
| 21  | Hafizh Syahrin      | Petronas Raceline Malaysia | Kalex    | 1 volta   | 0      |
| 22  | Esteve Rabat        | Tuenti HP 40               | Kalex    | 2 voltas  | 0      |
| 23  | Rafid Topan Sucipto | QMMF Racing Team           | Speed Up | 3 voltas  | 0      |

### Classificação Moto3
| Pos | Piloto             | Equipe                       | Moto        | Tempo     | Pontos |
| --- | ------------------ | ---------------------------- | ----------- | --------- | ------ |
| 1   | Maverick Viñales   | Team Calvo                   | KTM         | 42'05.448 | 25     |
| 2   | Alex Rins          | Estrella Galicia 0,0         | KTM         | +1.264    | 20     |
| 3   | Luis Salom         | Red Bull KTM Ajo             | KTM         | +1.387    | 16     |
| 4   | Jonas Folger       | Mapfre Aspar Team Moto3      | Kalex KTM   | +14.593   | 13     |
| 5   | Alex Marquez       | Estrella Galicia 0,0         | KTM         | +37.949   | 11     |
| 6   | Jakub Kornfeil     | Redox RW Racing GP           | Kalex KTM   | +40.295   | 10     |
| 7   | Romano Fenati      | San Carlo Team Italia        | FTR Honda   | +43.325   | 9      |
| 8   | Brad Binder        | Ambrogio Racing              | Suter Honda | +43.537   | 8      |
| 9   | Alexis Masbou      | Ongetta-Rivacold             | FTR Honda   | +45.511   | 7      |
| 10  | Isaac Viñales      | Ongetta-Centro Seta          | FTR Honda   | +45.674   | 6      |
| 11  | John Mcphee        | Caretta Technology - RTG     | FTR Honda   | +51.452   | 5      |
| 12  | Jack Miller        | Caretta Technology - RTG     | FTR Honda   | +51.592   | 4      |
| 13  | Arthur Sissis      | Red Bull KTM Ajo             | KTM         | +58.713   | 3      |
| 14  | Alessandro Tonucci | La Fonte Tascaracing         | FTR Honda   | +58.970   | 2      |
| 15  | Philipp Oettl      | Tec Interwetten Moto3 Racing | Kalex KTM   | +1'18.027 | 1      |
| 16  | Livio Loi          | Marc VDS Racing Team         | Kalex KTM   | +1'18.384 | 0      |
| 17  | Matteo Ferrari     | Ongetta-Centro Seta          | FTR Honda   | +1'23.388 | 0      |
| 18  | Toni Finsterbusch  | Kiefer Racing                | Kalex KTM   | +1'27.726 | 0      |
| 19  | Ana Carrasco       | Team Calvo                   | KTM         | +1'27.754 | 0      |
| 20  | Francesco Bagnaia  | San Carlo Team Italia        | FTR Honda   | +1'27.860 | 0      |
| 21  | Jasper Iwema       | RW Racing GP                 | Kalex KTM   | +1'28.165 | 0      |
| 22  | Juanfran Guevara   | CIP Moto3                    | TSR Honda   | +1'30.631 | 0      |
| 23  | Alan Techer        | CIP Moto3                    | TSR Honda   | +1'30.841 | 0      |
| 24  | Eric Granado       | Mapfre Aspar Team Moto3      | Kalex KTM   | 1 volta   | 0      |
| 25  | Hyuga Watanabe     | La Fonte Tascaracing         | FTR Honda   | 1 volta   | 0      |
| 26  | Christophe Arciero | ARC                          | Suter       | 1 volta   | 0      |